# Ellero
L'Ellero (El in kje, Ele in piemontese standard) è un corso d'acqua del Piemonte, affluente di sinistra del Tanaro. La lunghezza della sua asta principale è di circa 35 km e la sua portata media annua alla foce è di più di 5 m³/s.

## Percorso
La sorgente del fiume si trova presso Pian Marchisio, un'ampia conca di origine lacustre ai piedi di Cima delle Saline, nelle Alpi Liguri, a poca distanza dal col di Tenda. Da qui il torrente scende in una valle abbastanza incassata, compresa tra pareti di calcari e dolomie, prativa nella parte superiore, poi dai ripidi versanti ricoperti di boschi di latifoglie. Oltrepassata la frazione di Rastello, il fiume scende ancora; la valle si allarga un po', portandosi verso il suo sbocco, dove sorge il centro di Roccaforte Mondovì. Da qui il fiume raggiunge la pianura, e dirigendosi verso NE attraversa prima Villanova Mondovì, dove riceve in destra idrografica il Maudagna, poi Mondovì. Da qui, con qualche meandro, prosegue verso Bastia Mondovì, nelle cui vicinanze si immette nel Tanaro.

## Affluenti principali
In sinistra orografica:
- torrente Lurisia, che transita per l'omonimo centro abitato.

In destra orografica:
- torrente Maudagna,
- torrente Ermena, che raggiunge l'Ellero a Mondovì.
- torrente Niere, che raggiunge Ellero nei dintorni Monastero di Vasco

## La valle

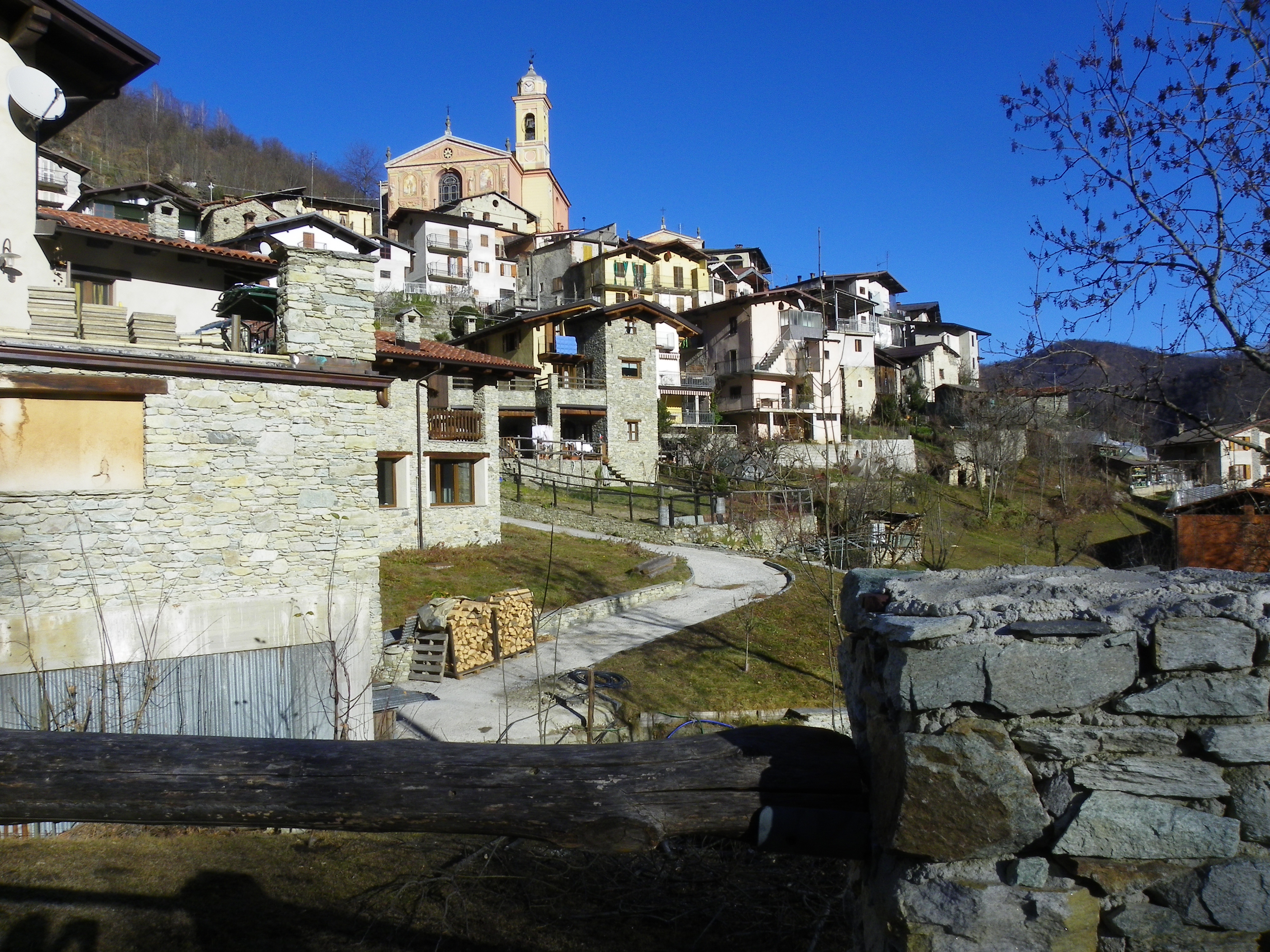
Il paese di Prea

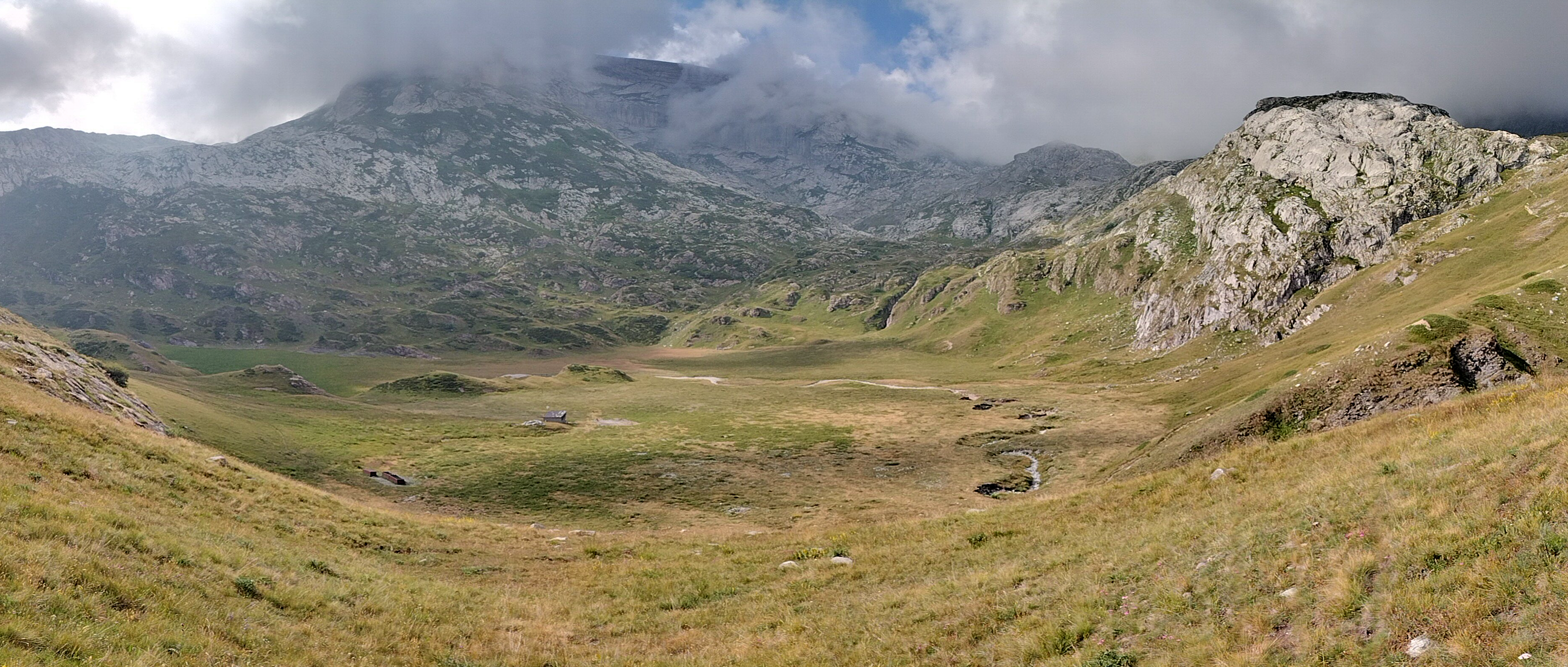
Il Lago Biecai

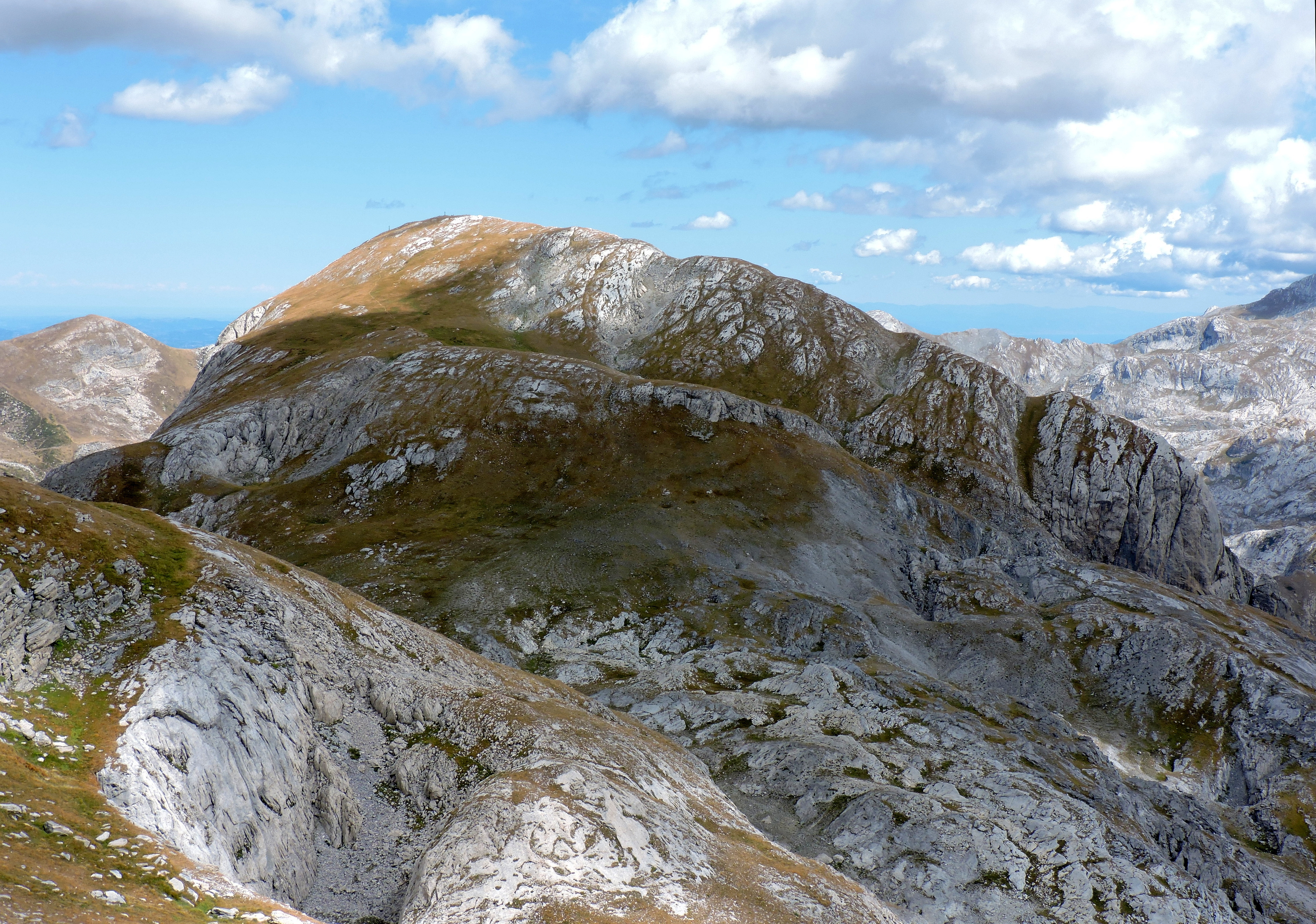
La Cima delle Saline

La valle Ellero è poco frequentata dal turismo; a questo contribuisce il fatto che l'unico vero centro abitato della valle è Roccaforte Mondovì, posizionato al suo imbocco, mentre il resto della valle conta alcune frazioni tra cui Prea . Ciò nonostante, la valle offre diverse attrattive di interesse. A livello geologico va rilevata la presenza di varie morfologie sotterranee e superficiali legate al carsismo, cone varie grotte e il caratteristico Lago Biecai, descritto già a fine Settecento e considerato un esempio di depressione tettonico-carsica.
Nella valle esistono vari itinerari per escursionisti ed alpinisti. La valle è chiusa dalle propaggini della catena del Marguareis, ed in particolare da Cima delle Saline, nonché dal monte Mongioie; queste vette sono raggiungibili partendo da Pian Marchisio, con il Rifugio Havis De Giorgio che offre un utile punto di appoggio. Dall'alta valle passano diversi sentieri a lunga percorrenza: la Grande Traversata delle Alpi, la Via Alpina (percorso rosso) e il Giro del Marguareis. Da qui passavano i percorsi che univano il Piemonte alla Liguria, e sui quali passava il commercio del sale (i toponimi "Saline" derivano proprio da questo). È possibile che vi fosse anche una via romana che univa Albenga ad Acqui Terme passando per la valle; alcuni tratti di selciato riscontrabili sulle mulattiere dell'alta valle potrebbero infatti risalire al periodo romano.
La gola del torrente poco a monte della frazione di Rastello è praticabile dagli appassionati di torrentismo, partendo da circa 3 km a monte della frazione.
Per gli appassionati di arrampicata, la valle offre diverse possibilità di praticare il bouldering.
In inverno, la valle offre impianti per lo sci alpino: dalla frazione di Rastello parte una seggiovia in due tronconi con la quale si accede ai circa 100 chilometri di piste del Comprensorio Mondolè Ski (Artesina, Prato Nevoso, Frabosa Soprana).
La valle fa parte delle Valli occitane d'Italia; è possibile quindi trovare manifestazioni legate a questa cultura, ad esempio nel borgo occitano di Prea di Roccaforte.